# Stazione di Sciara-Aliminusa
La stazione di Sciara-Aliminusa era una stazione ferroviaria, dal 2002 declassata a posto di movimento, posta sul tronco comune alle linee Agrigento-Palermo e Caltanissetta-Palermo. Sita nel territorio comunale di Sciara, serviva anche il limitrofo comune di Aliminusa.

## Storia
Originariamente stazione, venne declassata a posto di movimento con il cambio orario del 15 dicembre 2002.

## Strutture e impianti
La stazione dispone di un fabbricato viaggiatori chiuso al pubblico e di due banchine che servivano i due binari delle due linee su cui è posto l'impianto. Aveva anche un piccolo scalo merci, non più utilizzato, avente un piano caricatore e un binario passante di raccordo collegato al binario 2.

## Movimento
Dal 2002 l'impianto non è più interessato da alcun traffico passeggeri e da allora effettua solo servizi relativi al movimento dei treni come precedenze e incroci.